# غاري غينسلر
غاري غينسلر (بالإنجليزية: Gary Gensler)هو مسؤول حكومي أمريكي ومصرفي استثماري سابق، ولد يوم 18 أكتوبر 1957 في بالتيمور في الولايات المتحدة. يشغل حاليًا منصب رئيس هيئة الأوراق المالية والبورصات الأمريكية.